# FBI MoneyPak (ramsonware)
O FBI MoneyPak Ransomware, também conhecido como Reveton Ransomware, é um tipo de malware ransomware. Começa alegando ser de uma agência de polícia nacional (como o departamento federal de investigação (FBI) americano) e que eles bloquearam o computador ou smartphone devido a "atividades ilegais" e exige um pagamento de resgate via cartões GreenDot MoneyPak para liberar o dispositivo.

## Operação
O ransomware FBI começa muitas vezes sendo baixado acidentalmente ou visitando um site corrompido e executando um aplicativo com um código JavaScript modificado. O vírus começa com uma tela inicial que contém o logotipo oficial do departamento federal de investigação (FBI) com um aviso de que o computador foi bloqueado. Dependendo da versão, a razão apresentada é por supostas violações de direitos autorais ou por supostas ofensas de pornografia infantil. Ele também mostrará o suposto endereço de protocolo de Internet (IP) e, às vezes, uma imagem da webcam do usuário. O vírus então exige entre US$ 100 e US$ 400 pagos por meio de cartões MoneyPak pré-pagos para liberar o computador. Se o pagamento não for feito, alega que abrirá uma investigação criminal contra o proprietário. O vírus cria um loop iframe que impede o usuário de sair do navegador ou site. O vírus será instalado no dispositivo infectado, portanto, ainda precisa ser removido do dispositivo.

## Reação
Em 2012, o departamento federal de investigação (FBI) publicou um conselho relacionado ao vírus FBI MoneyPak, dizendo às pessoas para não pagarem o resgate, pois não era do departamento federal de investigação (FBI) oficial e confirmou que não era o departamento federal de investigação (FBI) real que havia bloqueado os computadores. Eles também afirmaram que os usuários devem passar por empresas de segurança de computador pessoal (PC) autorizadas para remover o ransomware ou informar o centro de denúncias de crimes na Internet (IC3). Em 2018, o departamento federal de investigação (FBI) anunciou que, trabalhando com a agência criminal nacional (NCA) do Reino Unido, foram presas várias pessoas que distribuíam o malware nos Estados Unidos e a agência criminal nacional (NCA) havia prendido o criador do vírus no Reino Unido.
Algumas pessoas foram enganadas ao pensar que o vírus era um aviso legítimo do departamento federal de investigação (FBI). Um homem reclamou que o departamento federal de investigação (FBI) bloqueou seu telefone por pornografia infantil que foi atribuída ao vírus; no entanto, ele admitiu que tinha pornografia infantil e foi preso pela polícia.